# David Unaipon
David Ngunaitponi (Point McLeay Mission, 28 de setembro de 1872 – Tailem Brend, 7 de fevereiro de 1967), conhecido como David Unaipon, foi um pregador, inventor e autor aborígine australiano. Ele era um indígena Ngarrindjeri. A contribuição de Unaipon para a sociedade australiana ajudou a quebrar muitos estereótipos aborígines australianos, e ele é destaque na nota australiana de 50 em comemoração ao seu trabalho. Ele era filho do pregador e escritor James Unaipon.

## Biografia e carreira
Nascido em Point McLeay Mission, às margens do Lago Alexandrina na região de Coorong no sul da Austrália, Unaipon foi o quarto dos nove filhos de James e Nymbulda Ngunaitponi, da tribo Portaulun dos povos Ngarrindjeri. Unaipon começou seus estudos aos sete anos de idade na Point McLeay Mission e logo se tornou conhecido por sua inteligência, com o ex-secretário da Associação de Amigos dos Aborígines afirmando em 1887: "Eu só queria que a maioria dos meninos brancos fosse tão brilhante, inteligente, bem instruído e bem-educado, como o pequenino que agora estou cuidando."
Unaipon deixou a escola aos treze anos para trabalhar como empregado de CB Young em Adelaide, onde Young incentivou ativamente o interesse de Unaipon por literatura, filosofia, ciência e música. Em 1890, ele voltou para Point McLeay, onde foi aprendiz de sapateiro e foi nomeado organista da missão. No final da década de 1890, viajou para Adelaide, mas descobriu que sua cor era um obstáculo para o emprego em seu comércio e, em vez disso, conseguiu um emprego como lojista para um sapateiro de Adelaide antes de voltar a trabalhar como contador na loja Point McLeay.
Em 4 de janeiro de 1902, casou-se com Katherine Carter (nascida Sumner), uma mulher Tangane. Mais tarde, ele foi contratado pela Associação de Amigos dos Aborígenes como delegado, função em que viajou e pregou amplamente na busca de apoio para a Missão Point McLeay. Unaipon se aposentou da pregação em 1959, mas continuou trabalhando em suas invenções na década de 1960.

### Inventor
Unaipon passou cinco anos tentando criar uma máquina de movimento perpétuo. No decorrer de seu trabalho, ele desenvolveu uma série de dispositivos. Ele ainda estava tentando projetar tal dispositivo em seu septuagésimo nono ano.
Unaipon obteve patentes provisórias para 19 invenções, mas não conseguiu arcar com nenhuma de suas invenções totalmente patenteadas, de acordo com algumas fontes. Muecke e Shoemaker dizem que entre "1910 e 1944 ele fez dez (...) pedidos de invenções tão variadas quanto um dispositivo antigravitacional, uma roda multirradial e uma peça de mão para tosquiar ovelhas". A patente provisória 15 624, que ele ratificou em 1910, é para um "dispositivo de movimento mecânico aprimorado" que converteu o movimento rotativo que "é aplicado, como por exemplo por um excêntrico", em movimento alternativo tangencial movimento, um exemplo de aplicação dado em tesouras de ovelhas. A invenção, a base das modernas tesouras mecânicas de ovelhas, foi introduzida sem que Unaipon recebesse qualquer retorno financeiro e, exceto por uma reportagem de jornal de 1910 reconhecendo-o como o inventor, ele não recebeu nenhum crédito contemporâneo.
Outras invenções incluíram um motor centrífugo e um dispositivo de propulsão mecânica. Ele também era conhecido como o australiano Leonardo da Vinci por suas ideias mecânicas, que incluíam desenhos anteriores à Primeira Guerra Mundial para um projeto de helicóptero baseado no princípio do bumerangue e sua pesquisa sobre a polarização da luz; ele também passou grande parte de sua vida tentando alcançar o movimento perpétuo.

### Escritor e palestrante
Unaipon era obcecado pelo inglês correto e, ao falar, tendia a usar o inglês clássico em vez do de uso comum. Sua linguagem escrita seguiu o estilo de John Milton e John Bunyan.
Unaipon foi o primeiro autor aborígene a ser publicado depois de ter sido contratado no início dos anos 1920 pela Universidade de Adelaide para montar um livro sobre lendas aborígines. A partir de 1924, ele também escreveu vários artigos para o periódico Sydney Daily Telegraph. Ele publicou três pequenos livretos de histórias aborígines em 1927, 1928 e 1929. Nessa época, ele escreveu sobre tópicos que abrangem tudo, desde movimento perpétuo e voo de helicóptero até lendas aborígines e campanhas pelos direitos aborígenes.
Muitas vezes ele foi recusado a acomodação devido à sua raça. Ele disse "(...) em Cristo Jesus, a cor e as distinções raciais desaparecem..." e que esse pensamento o ajudou nessas ocasiões.
Unaipon foi o primeiro escritor aborígine a publicar em inglês, autor de vários artigos em jornais e revistas, entre eles o Sydney Daily Telegraph, recontando histórias tradicionais e defendendo os direitos do povo aborígine.

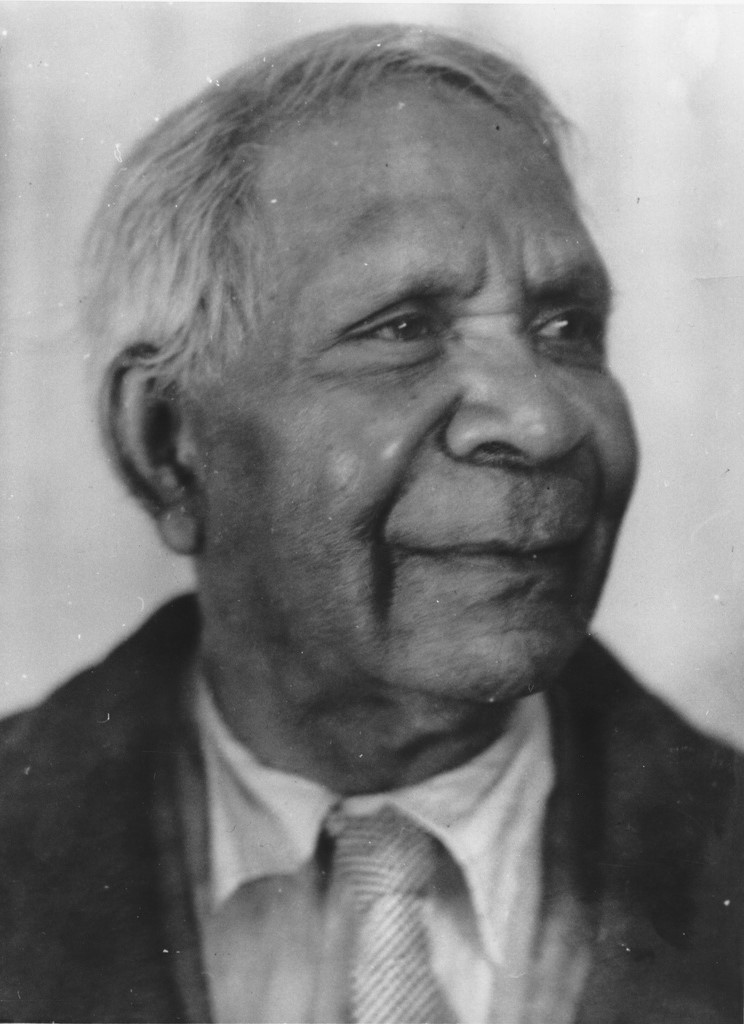
David Unaipon em 1938

Cinco das histórias tradicionais de Unaipon foram publicadas em 1929 como Native Legends, em seu próprio nome e com sua foto na capa.
Algumas das histórias aborígines tradicionais de Unaipon foram publicadas em um livro de 1930, Myths and Legends of the Australian Aboriginals, sob o nome do antropólogo William Ramsay Smith. Eles foram republicados em sua forma original, sob o nome do autor, como Legendary Tales of the Australian Aborigines.

### Outros trabalhos
Ele era uma autoridade reconhecida em balística.
Em 1936, ele foi relatado como o primeiro aborígine a comparecer a um levée, quando compareceu ao levée do centenário da Austrália do Sul em Adelaide, evento que virou notícia internacional.
A posição de Unaipon sobre questões aborígines o colocou em conflito com outros líderes aborígines, incluindo William Cooper da Australian Aborigines' League, e Unaipon criticou publicamente o "Dia de Luto" da Liga, realizado no 150.º aniversário da chegada da Primeira Frota, argumentando que o protesto só prejudicaria a reputação da Austrália no exterior e consolidaria uma opinião pública negativa sobre os aborígines.

## Últimos anos e morte
Unaipon foi um homem muito influente durante sua época, mas muitas vezes foi recusado acomodação por causa de sua raça.
Unaipon voltou ao seu local de nascimento na velhice, onde trabalhou em invenções e tentou revelar o segredo do movimento perpétuo. Um membro do povo Portaulun (Waruwaldi).
Unaipon morreu no Tailem Bend Hospital em 7 de fevereiro de 1967 e foi enterrado no Raukkan (anteriormente Point McLeay) Mission Cemetery. Ele deixou um filho.

## Legado e homenagens
- Uma dança interpretativa baseada na vida de Unaipon, Unaipon, foi apresentada pelo Bangarra Dance Theatre.[20]
- O Prêmio Literário David Unaipon, criado em 1988, é um prêmio anual concedido ao melhor texto do ano por autores inéditos aborígines e das ilhas do Estreito de Torres.[21][13]
- O David Unaipon College of Indigenous Education and Research da Universidade da Austrália Meridional leva o seu nome.[22]
- A Avenida Unaipon, no subúrbio de Canberra, em Ngunnawal, leva o nome dele.[23]
- Em 1985, ele foi condecorado postumamente com o prêmio Fellowship of Australian Writers' FAW Patricia Weickhardt para um escritor aborígine.[24]
- A palestra anual da Unaipon em Adelaide foi criada em 1988.[23][4][25]
- Também em 1988, o Prêmio Nacional David Unaipon para Escritores Aborígenes foi criado.[4]

### Nota de cinquenta dólares australianos
Allan "Chirpy" Campbell, supostamente sobrinho-neto de David Unaipon, falhou em uma tentativa de negociar um acordo com o Reserve Bank of Australia por usar uma imagem de Unaipon na nota de 50 dólares australianos sem a permissão da família. O argumento de Campbell era que a mulher (que já havia morrido) originalmente consultada pelo Reserve Bank não era parente do Sr. Unaipon. Campbell estava buscando 30 milhões de dólares australianos em compensação, mais dez anos de honorários advocatícios, mais uma série de itens não monetários. O pedido de indenização foi negado. Posteriormente, Campbell reivindicou uma compensação da empresa eBay, que usou imagens das notas australianas em uma campanha publicitária.

## Obras publicadas
- Unaipon, David (2001). Legendary Tales of the Australian Aborigines (em inglês). [S.l.]: Melbourne University Press. ISBN 0-522-84905-9
- Unaipon, David (1924–1925). Volume 1 Manuscript of Legendary Tales of Australian Aborigines (em inglês). Publicado em 1933 por Angus & Robertson no State Library of New South Wales.
- Unaipon, David (1924–1925). Volume 2 Typescript of Legendary Tales of Australian Aborigines (em inglês). Publicado em 1933 por Angus & Robertson no State Library of New South Wales.
- Unaipon, David, (1925–1927) Volume 85 Item 2: Angus & Robertson correspondence files from Lilian Irene Turner to Arthur Styles Vallack, 1896–1931 (em inglês). Publicado em 1933 por Angus & Robertson no State Library of New South Wales.
- Unaipon, David (1924–1925). Aboriginal legends: Hungarrda (em inglês). Publicado por Adelaide no State Library  of New South Wales, 398.20994/41.
- Unaipon, David (2 de agosto de 1924). «ABORIGINALS: Their Traditions and Customs - Where Did They Come From?». The Daily Telegraph (em inglês). New South Wales, Australia: National Library of Australia. p. 13. Consultado em 4 de agosto de 2023 – via Trove